# EK Водолея
EK Водолея (лат. EK Aquarii) — двойная затменная переменная звезда типа W Большой Медведицы (EW) в созвездии Водолея на расстоянии приблизительно 2225 световых лет (около 682 парсеков) от Солнца. Видимая звёздная величина звезды — от +11,33m до +10,8m. Орбитальный период — около 0,6128 суток (14,707 часов).

## Характеристики
Первый компонент — белая звезда спектрального класса A. Эффективная температура — около 8166 К.